# Elżbieta Chachaj
Elżbieta Chachaj (ur. 3 stycznia 1945 w Przesławicach) – polska malarka, absolwentka ASP we Wrocławiu oraz ASP w Warszawie, autorka licznych wystaw indywidualnych i zbiorowych, jej obrazy są w zbiorach wielu muzeów.

## Życiorys
Urodziła się 3 stycznia 1945 w Przesławicach, ukończyła średnią szkołę muzyczną w klasie fortepianu. Studiowała na Państwowej Wyższej Szkole Sztuk Plastycznych we Wrocławiu, u Artura Mazurkiewicza, oraz na Akademii Sztuk Pięknych w Warszawie, u Artura Nacht-Samborskiego. W 1977 była autorką opracowania plastycznego projektu Osiedla Kosmonautów, położonego w dzielnicy Gądów Mały, we Wrocławiu.

## Twórczość
Do 1970 roku tworzyła malarstwo sztalugowe, później malarstwo fakturalne i wolnostojące. Już w czasie studiów zaczęła malować na sklejonych warstwach płótna, nie naciągniętych na blejtramy, uzyskując efekt pofałdowanej powierzchni. W swojej twórczości wypracowała indywidualny język symbolicznych znaków i kolorów, w którym przewijają się motywy: serc, dłoni, kolczyków i ptaków. Można w jej dziełach znaleźć odniesienia do sztuki dziecięcej, naiwnej i schizofrenicznej. Często posługuje się motywem „Felicyty”, postaci będącej metaforycznym alter ego artystki. Używa farb olejnych, temper i akryli. Jest autorką kilkudziesięciu wystaw indywidualnych i zbiorowych.

## Wybrane wystawy indywidualne
- Galeria Kalambur, Wrocław (1969),
- Galeria Piwnica Świdnicka, Wrocław (1973),
- „Mira i Felicyta Art Show Business” (z Mirą Żelechower), Galeria BWA, Wrocław (1975),
- j.w. Galeria Sztuki Współczesnej Awangarda, BWA, Wrocław (1977),
- „Biała magia Felicyty”, Galeria Krytyków, Warszawa (1980),
- Galeria na Solnym, Wrocław (1987),
- Muzeum Narodowe, Wrocław (1988),
- Muzeum Archeologiczne, Gdańsk (1990).

## Obrazy w zbiorach
- Muzeum Narodowe we Wrocławiu,
- zbiory prywatne w Polsce, Francji i Stanach Zjednoczonych.